# Cacospongia coreana
Cacospongia coreana är en svampdjursart som först beskrevs av Lee och Thomas Robertson Sim 2005.  Cacospongia coreana ingår i släktet Cacospongia och familjen Thorectidae. Inga underarter finns listade i Catalogue of Life.